# Lisi Estaràs
Lisi Estaràs, née en 1971 à Córdoba en Argentine, est une danseuse et chorégraphe argentine de danse contemporaine, membre des Ballets C de la B.

## Biographie
Née en Argentine, Lisi Estaràs entame à 14 ans une formation de danse classique. Elle fait en parallèle des études d'assistante sociale et est engagée, à 17 ans, dans les ballets de l'Université de Cordoba. En 1990, une bourse lui permet d'aller en Israël travailler au sein de l'Académie de musique et de danse Rubin à Jérusalem puis à Tel Aviv pour Batsheva Dance Company.
En 1996, Lisi Estaràs arrive en Europe à Amsterdam et intègre l'année suivante Les Ballets C de la B à Gand où elle a été une interprète majeure des pièces Lets Op Bach, Wolf, Vsprs, Pitié !, Chœurs du chorégraphe belge Alain Platel et Tempus Fugit de Sidi Larbi Cherkaoui. En 2000, elle participe également à la pièce fondatrice du Peeping Tom, Une vie inutile. En 2007, elle crée sa première grande chorégraphie, Patchagonia, présenté aux Tanneurs à Bruxelles.

## Chorégraphies
- 2005 : La Mancha
- 2006 : Bartime en collaboration avec Einat Tuchman, Isnel da Silvera et Darryl Woods
- 2007 : Patchagonia voir un extrait vidéo
- 2009 : Bolero d'après Ravel lors du Festival van Vlandereen and Square Brussels
- 2010 : Primero/Erscht
- 2012 : Dans Dans avec Les Ballets C de la B et le collectif het KIP
- 2015 : La Esclava en collaboration avec Ayelen Parolin
- 2016 : Monkey Mind avec Platform K. et Les Ballets C de la B
- 2018 : Sapiens, pour le Ballet Contemporaneo Teatro San Martin
- 2018 : D Effect
- 2019 : The Jewish Connection Project pour la MonkeyMind Company
- 2022. :  #THISISBEAUTY